# Nerophis maculatus
Nerophis maculatus is een straalvinnige vissensoort uit de familie van de zeenaalden en zeepaardjes (Syngnathidae). De wetenschappelijke naam is gepubliceerd in 1810 door Constantine Samuel Rafinesque.